# Le Falgoux
Le Falgoux település Franciaországban, Cantal megyében. Lakosainak száma 116 fő (2022. január 1.). Le Falgoux Cheylade, Le Claux, Collandres, Le Fau, Mandailles-Saint-Julien, Saint-Bonnet-de-Salers, Saint-Paul-de-Salers, Saint-Projet-de-Salers és Le Vaulmier községekkel határos.

## Népesség
A település népességének változása:
| Lakosok száma | 418  | 292  | 226  | 160  | 130  | 128  | 120  | 117  | 118  | 116  |
|               | 1968 | 1982 | 1990 | 2006 | 2013 | 2015 | 2017 | 2019 | 2020 | 2022 |